# Russula delica
Russula delica es una especie de hongo basidiomiceto de la familia Russulaceae.

## Características
El sombrero (píleo) es convexo aplanado y cuando madura está hundido en el centro, puede medir hasta 16 cm de diámetro, su color es blanco, el estipe es cilíndrico, firme y recto, de color blanquecino y  puede  tener un grosor de hasta 6 cm.
Se encuentra en el otoño, en lugares húmedos de los bosques de coníferas, en toda Europa, Gran Bretaña y Asia.

## Comestibilidad

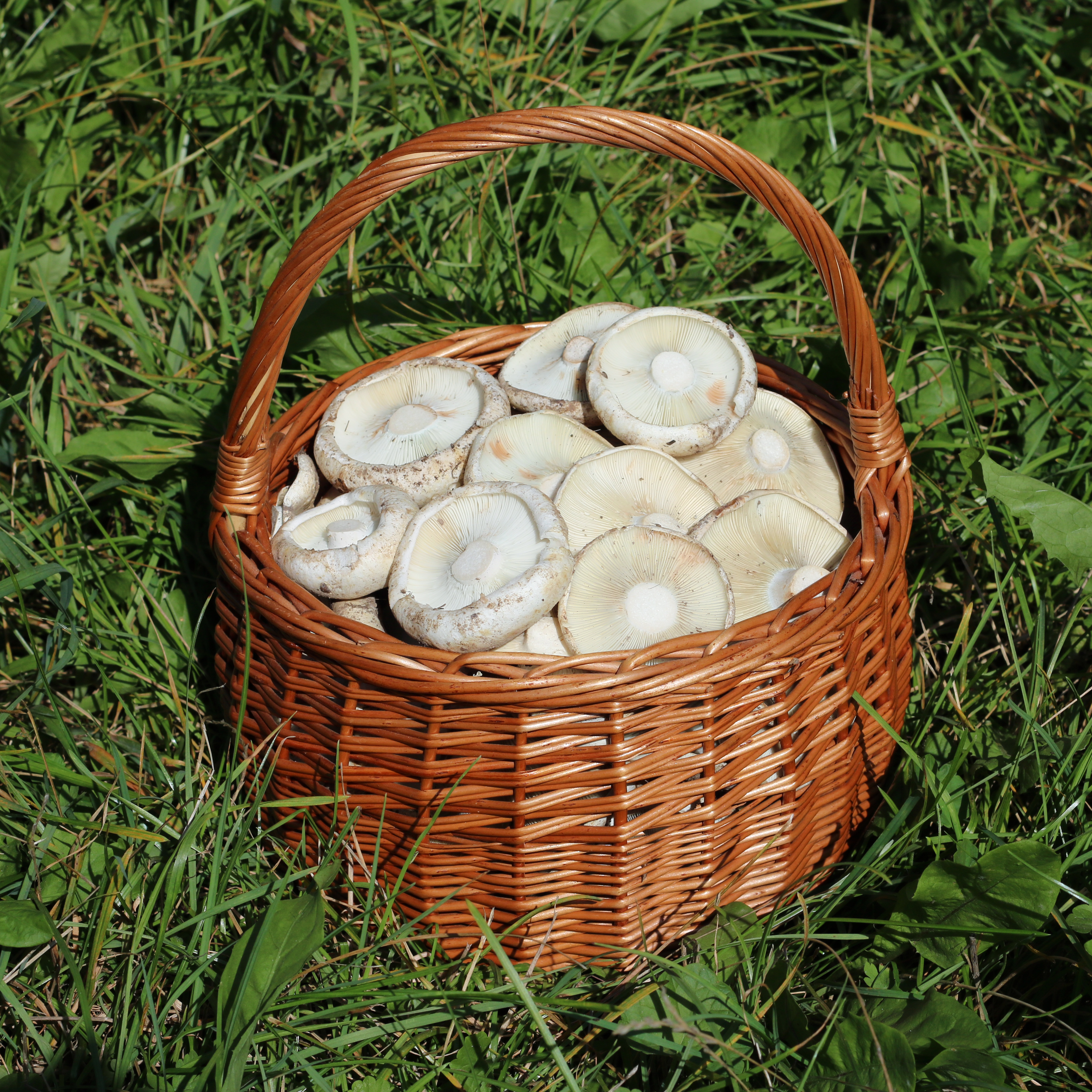

En algunos lugares por errores de identificación se considera de sabor desagradable, considerándoselo en algunos casos como no comestibles. En Cataluña se come como manjar. Es exquisito acompañado con ajo y perejil.